# James Bond: Scatole cinesi
James Bond: Scatole cinesi è il romanzo della saga con cui James Bond entra negli anni novanta. Si tratta del nono romanzo scritto su di lui da John Gardner.

## Trama
James Bond ha dato le dimissioni in seguito all'isolamento in cui è stato sottoposto dopo l'ultima missione. Parte così per Victoria in Canada. Visitando il Museo della Columbia Britannica, ascolta il discorso di Lee Fu-Chu, detto Artiglio contorto, che racconta la storia della sua famiglia. Di origine cinese, una volta in Nordamerica, si imparentarono presto con i nativi della tribù dei Piedi neri. Durante la visita, sente Lee sgridare dei suoi collaboratori sull'insuccesso di una certa operazione Lord.

Tornato in camera, trova un messaggio di M che gli chiede di spostarsi urgentemente a San Francisco. Nella città Californiana, dopo essere sottoposto ad un interrogatorio dall'FBI che lo sospetta di un assassinio, va su una portaerei dove trova M che gli presenta Ed Rushia, dei Servizi Segreti della Marina americana. I due gli raccontano di come un membro di un'operazione segreta denominata Lord sia stato ucciso in Canada. Bond, immediatamente, si ricorda delle parole di Lee Fu-Chun qualche giorno prima.

M racconta dei sospetti su Lee Fu-Chu che potrebbe essere il capo di un'importante organizzazione criminale. Reintegra così 007 con il compito di indagare. Ed Rushia, presenta Bond a Wanda, un tenente della Marina, con la possibilità di infiltrarsi nell'organizzazione di Lee Fu-Chun, sfruttando i debiti di gioco del padre. Wanda si prostituisce infatti già da molti giorni, dedicandosi a soddisfare i desideri sessuali di Artiglio contorto e, grazie a questo, Ed Rushia ha scoperto che Lee Fu-Chun è in attesa di un incontro con due membri del CELD, il Servizio Segreto della Repubblica Popolare Cinese, per passare loro delle informazioni. La CIA è riuscita a intercettare i due funzionari e Rushia decide di sostituirli con un uomo di esperienza, James Bond, e una giovane agente della CIA di origini cinesi: Chi-Chi.

I due intercettano a New York Myra Bradshaw, una traduttrice amica di un funzionario cinese che avrebbe partecipato alle operazioni di Lee e scoprono molte informazioni.

Bond e Chi-Chi si recano quindi all'aeroporto Kennedy per partire per San Francisco ma vengono rapiti e fatti salire su un aereo privato di Lee Fu-Chun. L'aereo è diretto a Salinas, sempre in California, dove si trova una delle dimore del boss malavitoso.

Nello splendido castello i due fanno finalmente conoscenza di Artiglio contorto e del suo fido guardaspalle Mai Sazio Pu. Le finestre del palazzo cambiano panorami a seconda dei comandi del boss, in modo che nessuno capisca dove si trova realmente.

Il mattino successivo, Lee Fu-Chun fa assassinare il padre di Wanda, dopo aver scoperto che la figlia lo stava spiando. Bond è sconvolto ma maschera le sue emozioni per non tradire la sua copertura. Quindi iniziano a parlare di affari e scopre che Lee sta lavorando all'operazione Magia Nera per creare una grossa crisi finanziaria dalla quale il capitalismo non possa più rialzarsi e trionfi il modello popolare cinese.

Per fare questo Bond deve sbloccare una transazione finanziaria in una banca di San Francisco e viene accompagnato dagli uomini di Lee. Nella banca, Bond riesce a parlare con M. Alcuni uomini dell'FBI però lavorano per Lee e lo tradiscono e Bond si ritrova imprigionato nel castello appeso a testa in giù con Chi-Chi, entrambi nudi in attesa che si apra la gabbia con i lupi.

Ed Rushia con un commando di Special Force arriva giusto in tempo per liberarli. Lee Fu-Chu però riesce a scappare. Dopo qualche giorno, rapisce Chi-Chi ed invita Bond a recarsi in un accampamento dei Piedi neri per salvarla. All'accampamento, Bond è sottoposto a feroci supplizi ma riesce a liberarsi e ad uccidere Lee trafiggendo la sua gola con una freccia.

### Personaggi principali
- James Bond
- Artiglio Contorto Lee Fu-Chu, boss del crimine organizzato.
- M, capo del Servizio Segreto Britannico.
- Ed Rushia, agente dei Servizi Segreti della Marina americana.
- Wanda Man Song Hing, agente dei Servizi Segreti della Marina americana.
- Sue Chi-Ho detta Chi-Chi, agente della CIA.
- Myra Bradshaw, traduttrice.
- Mai sazio Pu, aiutante di Lee Fu-Chu.

## Edizioni
- John Gardner, Scatole cinesi, traduzione di Giuseppe Settanni, Segretissimo, Arnoldo Mondadori Editore, 1991,  p. 270.